# 蕭規曹隨
蕭規曹隨比喻後面的人依循前面的人所訂定的規章，制定行事。

## 典故
蕭何與曹參兩人少年擔任秦朝小官吏時，便已是好友，後來西漢建國，蕭何身為宰相，曹參身為大將，地位不凡的兩人卻反而有了嫌隙。蕭何擔任相國時，參考前朝文獻制訂典章及製度。蕭死前，推薦曹參繼任。曹參上任後，認為蕭何訂下的法令已很完備，所以繼續沿用而不作改動。
曹參就任漢相國期間，整日飲酒食肉，政治上清靜無為，繼續執行蕭何留下的政策，不予變動。 漢惠帝認為自己被曹參輕視，於是命其子御史大夫曹窋勸諫，曹參把曹窋鞭笞了兩百下並趕出門外，漢惠帝於是親自責問曹參。
曹參摘帽，向皇帝俯首謝罪：「陛下您認為，您與先帝相比，誰較為英明神武？」皇帝回道：「我怎敢與先帝比？」曹參又問：「我跟蕭何比，誰較賢能？」皇帝說道：「您好像不太比得上他。」曹參接著說：「陛下說得對，且高祖跟蕭何平定了天下，法令都健全具備。陛下只要垂拱而治，我們這些官吏堅守崗位，遵守他們的法令而不犯過失，不是很適當嗎？」
時人歌頌：「蕭何制定法律，調和整齊如一；曹參繼任相國，遵法而不犯過失。施載清淨無為的政策，人民因而安寧統一。」史稱「蕭規曹隨」。

## 異說
據前漢書記載，曹參與蕭何於沛縣時為摯友，但蕭何擔任相國時反生嫌隙。不過曹參為漢相國時，卻對蕭何擔任相國時之制度一無變更。現今中文使用中，世人所熟知的「蕭規曹隨」有率由舊章、依樣葫蘆、一成不變、沿襲舊規等等意涵，然而曹參為漢相國時，卻不是此成語所指稱之無所事事，反而是選拔賢才、注重吏治，各官吏均選任老成持重之人，若有好名之人，即使其去職。可見「蕭規曹隨」的傳統見解對曹參為漢相國的治術略有誤解。曹參擔任相國時，對於下屬有極小過錯，反而為其隱忍不公開。